# Municipio de Sidonia
El municipio de Sidonia (en inglés: Sidonia Township) es un municipio ubicado en el condado de Mountrail en el estado estadounidense de Dakota del Norte. En el año 2010 tenía una población de 15 habitantes y una densidad poblacional de 0,16 personas por km².

## Geografía
El municipio de Sidonia se encuentra ubicado en las coordenadas 48°30′30″N 102°17′7″O / 48.50833, -102.28528. Según la Oficina del Censo de los Estados Unidos, el municipio tiene una superficie total de 93.23 km², de la cual 89,71 km² corresponden a tierra firme y (3,78 %) 3,53 km² es agua.

## Demografía
Según el censo de 2010, había 15 personas residiendo en el municipio de Sidonia. La densidad de población era de 0,16 hab./km². De los 15 habitantes, el municipio de Sidonia estaba compuesto por el 100 % blancos. Del total de la población el 0 % eran hispanos o latinos de cualquier raza.